# Galavant
Galavant est une série télévisée américaine de comédie musicale en 18 épisodes de 22 minutes créée, écrite et produite par Dan Fogelman avec en producteurs exécutifs Alan Menken, Glenn Slater (qui ont également composé les musiques et les paroles) et Chris Koch (qui est aussi réalisateur) pour ABC Studios, diffusée entre le 4 janvier 2015 et le 31 janvier 2016 sur le réseau ABC durant la pause hivernale de Once Upon a Time.
Cette série est inédite dans tous les pays francophones.

## Synopsis
La série suit les aventures de Galavant, un héros fringant qui est déterminé à récupérer sa réputation et son « Ils vécurent heureux pour toujours » en allant à la poursuite du méchant roi Richard qui l'a ruiné au moment où il a volé son véritable amour, Madalena. Les épisodes sont une chronique des aventures de Galavant (et des revers qui vont avec) à travers des numéros musicaux.

## Distribution

### Acteurs principaux
- Joshua Sasse : Gary Galavant
- Timothy Omundson : le roi Richard
- Vinnie Jones : Gareth, le conseiller du roi
- Mallory Jansen : Madalena
- Karen David : la princesse Isabella Lucia Maria Elizabetta de Valence
- Luke Youngblood : Sid, l'écuyer de Galavant

### Acteurs récurrents
- Ben Presley : Steve Mackenzie, le bouffon du roi et le narrateur (14 épisodes)
- Darren Evans : Vincenzo, le chef cuisinier (13 épisodes)
- Stanley Townsend (en) : le roi de Valence (13 épisodes)
- Genevieve Allenbury : la reine de Valence (13 épisodes)
- Sophie McShera : Gwynne, la servante amoureuse du chef cuisinier (8 épisodes)
- Kemaal Deen-Ellis : Prince Harry (7 épisodes)
- Robert Lindsay : Chester Wormwood (saison 2, épisodes 3 à 10)
- Clare Foster (en) : Roberta Steinglass (saison 2, épisodes 4 à 10)
- Muzz Khan : Barry, l'assistant de Wormwood (saison 2, 6 épisodes)

### Invités
introduits lors de la saison 1
- John Stamos : Jean Hamm (épisode 2 + saison 2 épisode 1)
- Michael Jibson (en) : Joustmaster (épisode 2)
- Tim Plester (en) : Executioner (épisodes 3, 6 et 8)
- Faith Prince (en) : Sid's Mom (épisode 3)
- Michael Brandon : Sid's Dad (épisode 3)
- Hugh Bonneville : Pirate King (épisode 4 + saison 2 épisode 1)
- "Weird Al" Yankovic : Le moine supérieur (épisode 5 + saison 2 épisode 10)
- Rutger Hauer : Kingsley (épisodes 6 à 8)
- Ricky Gervais : Xanax (épisode 6)
- Anthony Stewart Head : Galavant's Father (épisode 7)

saison 2 seulement
- Simon Callow : Edwin the Magnificent (épisodes 1 et 2)
- Kylie Minogue : La reine de la forêt enchantée (épisode 1)
- Simon Williams : Uncle Keith (épisode 1)
- Matt Lucas : Peasant John (épisode 3)
- Sally Phillips : Ivanna (épisode 4)
- Sarah Hadland : Catherine (épisode 4)
- Nick Frost : Andre, Chef des géants (épisode 5)
- Sheridan Smith : Princess Jubilee (épisode 5)
- Chris Patrick-Simpson (en) : Tim(épisode 5)
- Greg Wise : Arnold Galavant (épisode 6)
- Reece Shearsmith : Neo (épisode 7)
- Eddie Marsan : Death (épisode 7)
- Saikat Ahamed (en) : Valencian Peasant 1 (épisode 7)

## Production

### Développement
En octobre 2013, Dan Fogelman, le créateur de la sitcom The Neighbors, a reçu une commande de pilote pour une comédie musicale.
Le casting a débuté en novembre 2013, dans cet ordre : Vinnie Jones, Joshua Sasse, Karen David, Mallory Jansen, Luke Youngblood et Timothy Omundson.
Il a été choisi que le tournage aura lieu au Royaume-Uni, notamment à Berkeley (Gloucestershire) et au studio à Bristol (Angleterre).
Le 8 mai 2014, la série est commandée par ABC, puis annonce cinq jours plus tard qu'elle sera diffusée en janvier durant la pause hivernale de Once Upon a Time.
Parmi les rôles récurrents et invités de la première saison : John Stamos, Hugh Bonneville, Ricky Gervais et Rutger Hauer. La voix de Sebastian Bach est entendue lors d'une chanson du deuxième épisode.
Le 7 mai 2015, la série est renouvelée pour une seconde saison. En août, le retour de John Stamos est confirmé.
Le 12 mai 2016, la série est officiellement annulée.

## Épisodes

### Première saison (2015)
La saison est composée de huit épisodes.
1. Pilot
2. Joust Friends
3. Two Balls
4. Comedy Gold
5. Completely Mad…Alena
6. Dungeons and Dragon Lady
7. Death After Brunch
8. It's All in the Executions

### Deuxième saison (2016)
Cette saison de dix épisodes est diffusée depuis le 3 janvier 2016.
1. A New Season aka Suck It Cancellation Bear
2. World's Best Kiss
3. Aw, Hell, the King
4. Bewitched, Bothered and Belittled
5. Giants vs. Dwarves
6. About Last Knight
7. Love and Death
8. Do the D'DEW
9. Battle of the Three Armies
10. The One True King (to Unite Them All)

## Audiences

### Aux États-Unis
Le dimanche 4 janvier 2015, ABC diffuse les deux premiers épisodes qui réunissent en moyenne 7,42 millions de téléspectateurs avec un taux de 2 % sur les 18/49 ans, soit un lancement satisfaisant et dans la lignée des scores effectués par Once Upon a Time, lors de ses derniers épisodes.